# Iochroma umbellatum
Iochroma umbellatum là loài thực vật có hoa trong họ Cà. Loài này được (Ruiz & Pav.) Hunziker ex D'Arcy mô tả khoa học đầu tiên năm 1982.